# Enrique Varela de Seijas
Enrique Varela de Seijas fue un ilustrador español del primer tercio del siglo XX.

## Biografía
Previo a su faceta ilustradora, por la que fue recordado, había sido elegido vicepresidente del Real Madrid Club de Fútbol —denominado en la época como (Sociedad) Madrid Foot-Ball Club— en la junta extraordinaria de su constitución oficial el 6 de marzo de 1902. Fue junto a Julián Palacios o los hermanos Juan y Carlos Padrós uno de los promotores de su fundación el año anterior.
Colaboró con sus dibujos para revistas como La Esfera y, en general, para el grupo Prensa Gráfica. También trabajó ilustrando libros, como pueden ser dos ediciones de obras del valenciano Vicente Blasco Ibáñez: La familia del doctor Pedraza (1922) y El rey Lear, impresor (1926), entre otras.
Falleció a comienzos de 1930, tras sufrir una prolongada enfermedad, en Madrid.

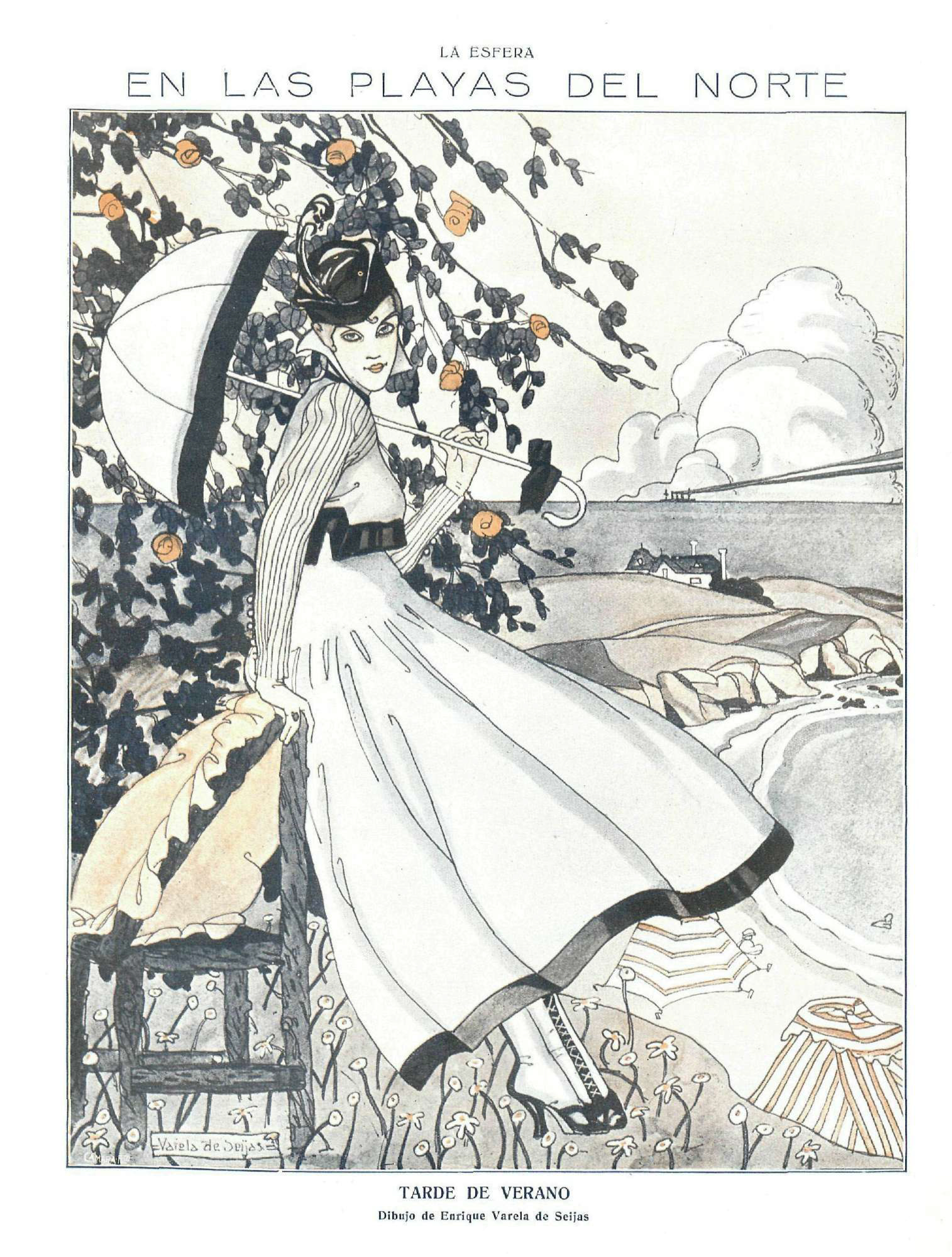
La Esfera (1915)
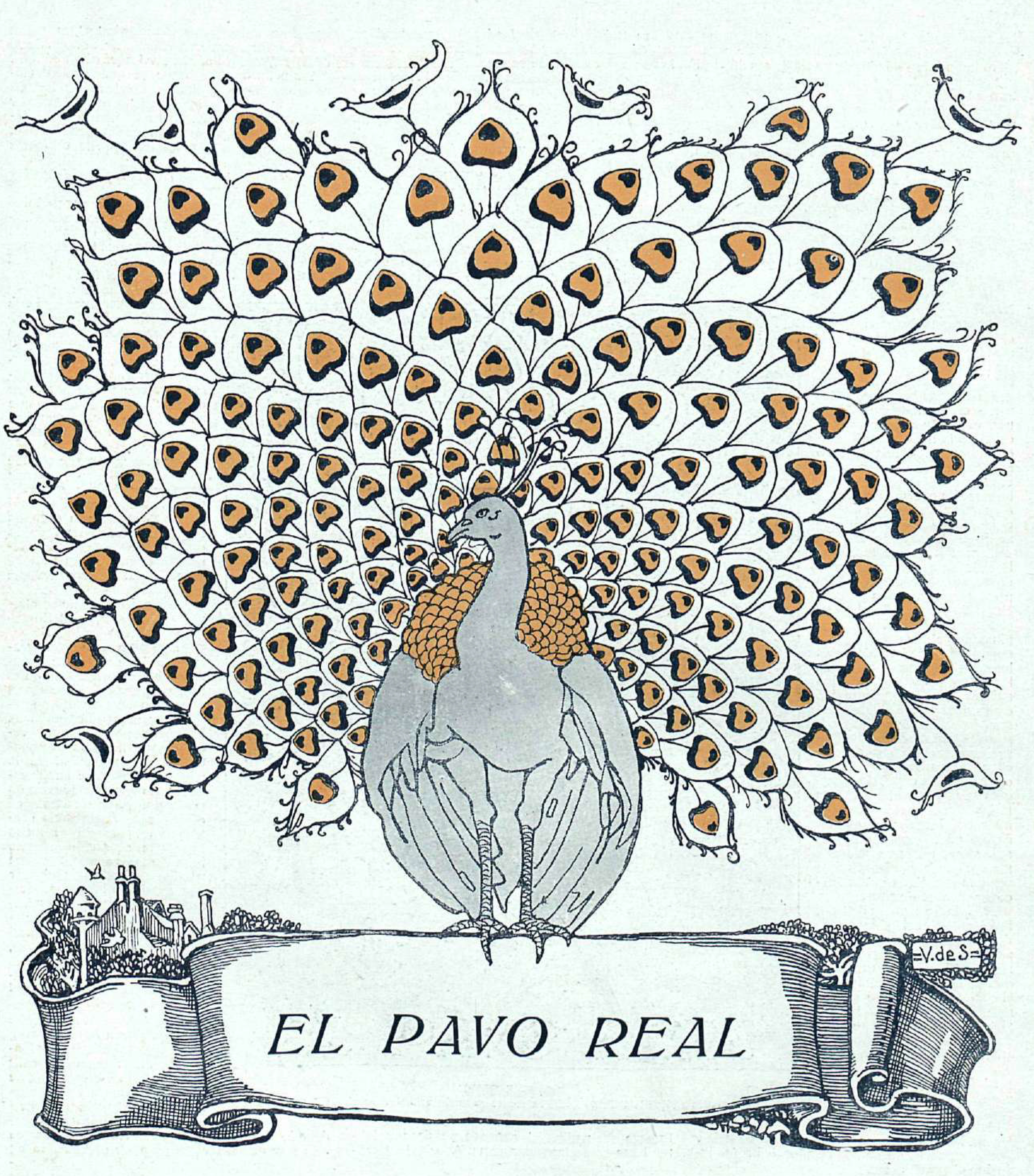
La Esfera (1916)
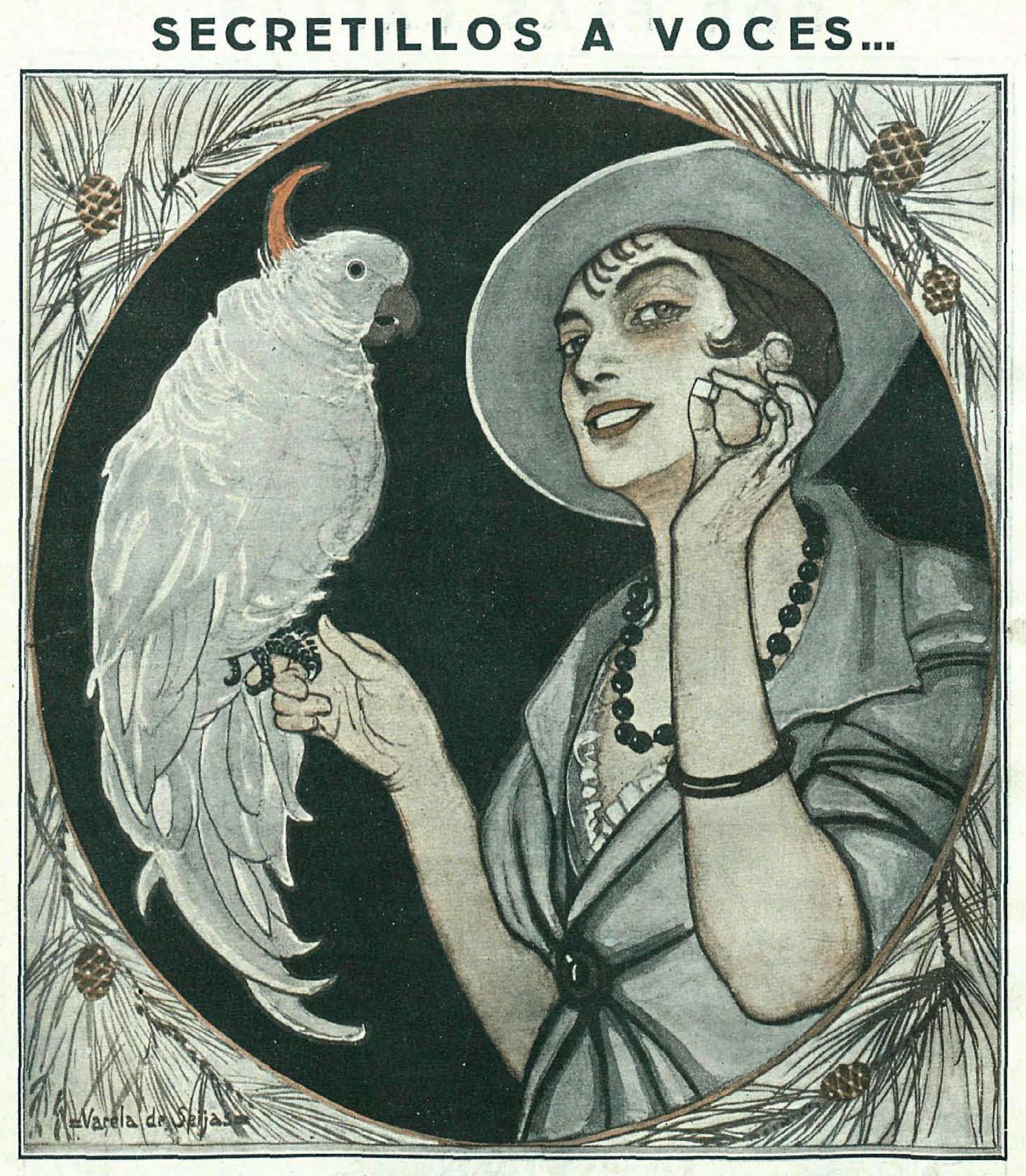
Nuevo Mundo (1917)
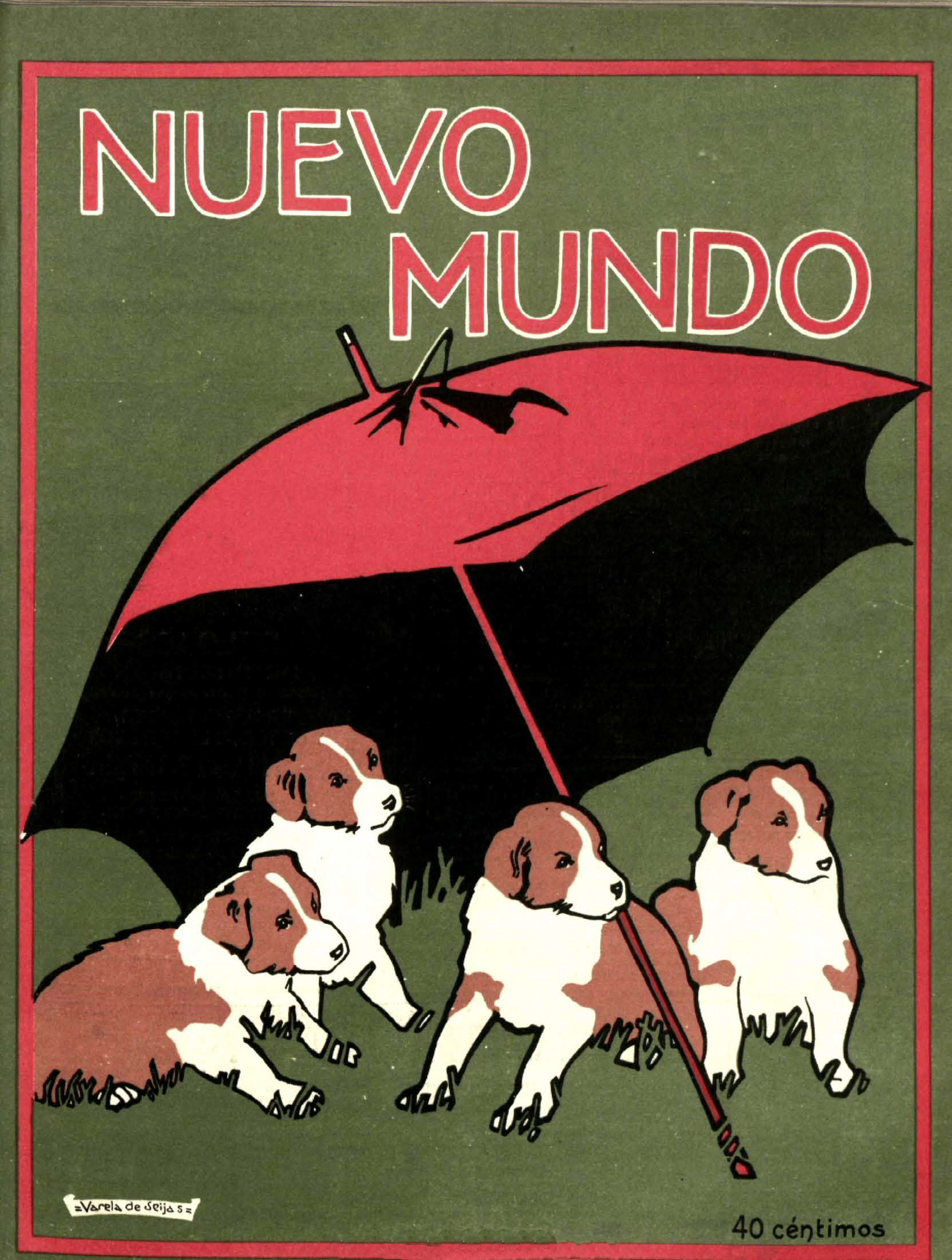
Nuevo Mundo (1919)
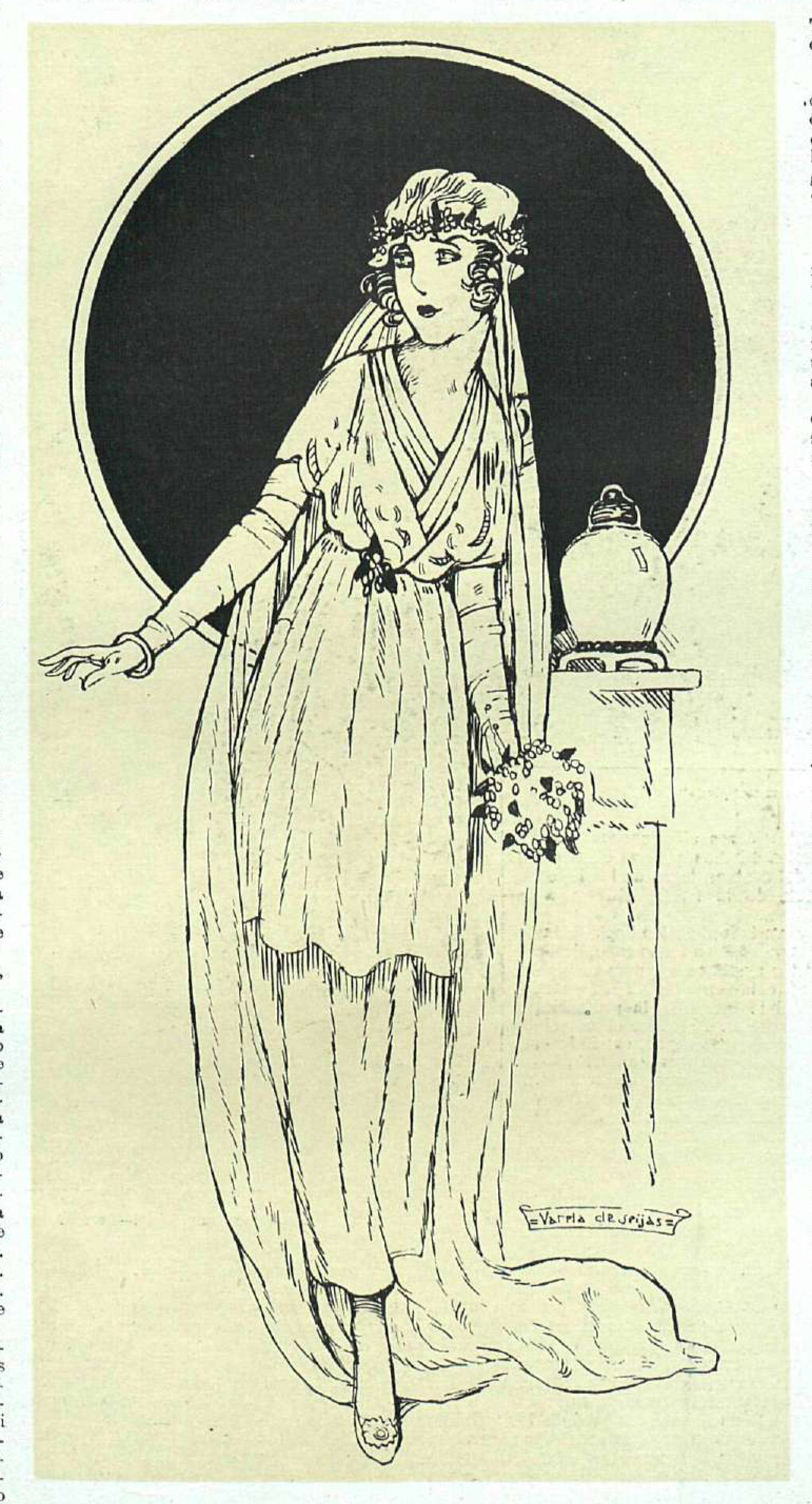
La Esfera (1920)
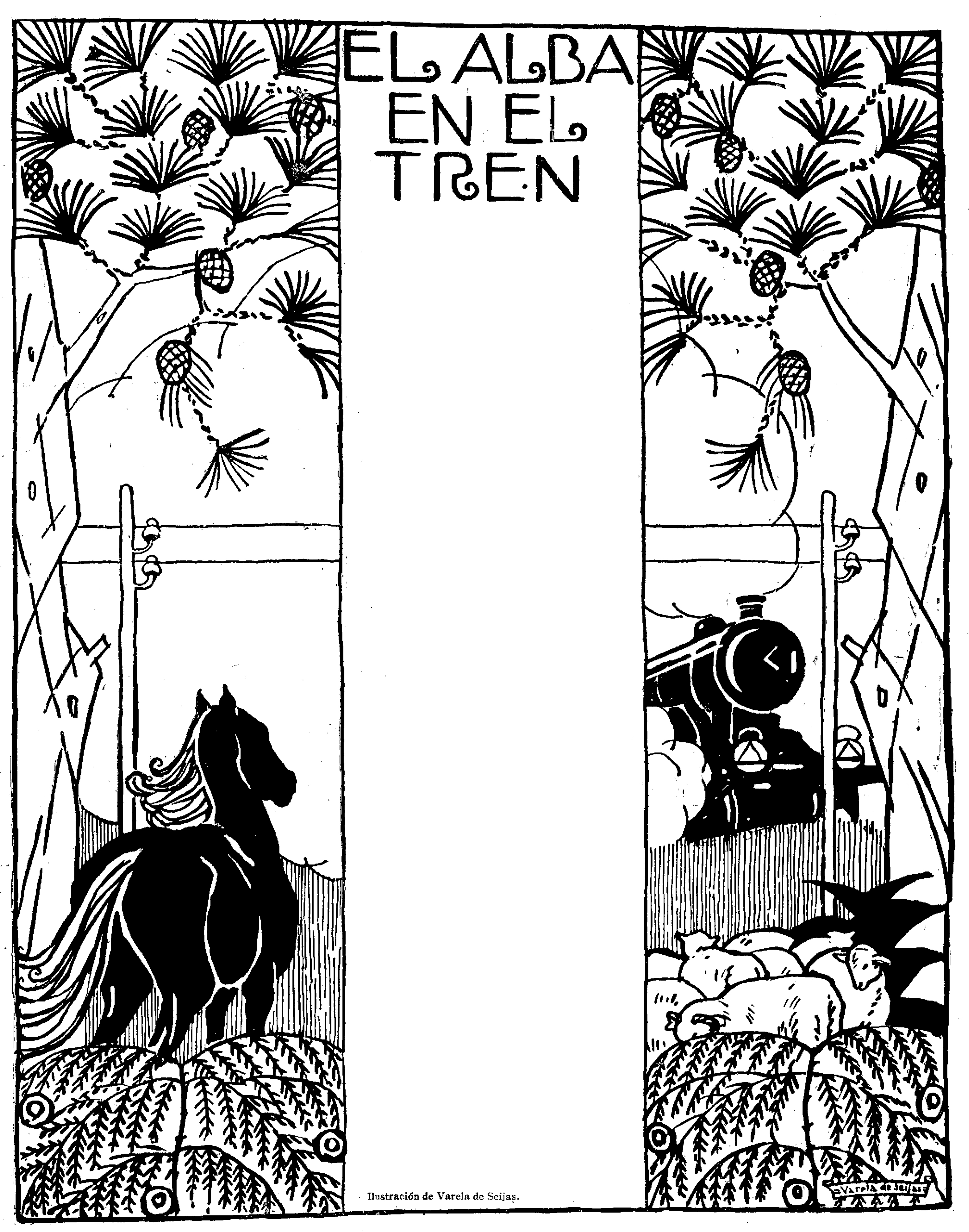
El Imparcial (1920)
La Esfera (1920)